# Henri-Frédéric Iselin
Pour l’article homonyme, voir Iselin.
 (août 2016).
Si vous disposez d'ouvrages ou d'articles de référence ou si vous connaissez des sites web de qualité traitant du thème abordé ici, merci de compléter l'article en donnant les références utiles à sa vérifiabilité et en les liant à la section « Notes et références ».
Henri-Frédéric Iselin est un sculpteur français, né à Clairegoutte (Haute-Saône) le 15 décembre 1825 et mort dans la même ville le 30 mars 1905.

## Biographie
Issu d'une famille modeste, Henri-Frédéric Iselin est le fils de Jacques Christophe Iselin (1794-1880), épicier, et de Catherine Marguerite Iselin (1796-1874). Son talent est remarqué par des personnalités locales qui vont l'aider. Il est l'élève de François Rude. Il débute au Salon de 1849 en exposant des bustes en marbre. En 1852, Iselin obtient sa première médaille d’or pour Le jeune Romain. Sa réputation parvient aux oreilles de Napoléon III et il devient l'un des sculpteurs attitrés de l’empereur en 1862. Après la chute de l’Empire, il continua à œuvrer pour des commandes de monuments publics et de portraits de personnalités.
Il quitte Paris en 1896 pour s’installer à Clairegoutte, où il meurt d’un cancer le 30 mars 1905.
Une salle du Musée Jean-Léon Gérôme de Vesoul porte son nom.

## Récompenses et distinction
- Médaille de 3e classe au Salon de 1852.
- Médaille de 3e classe à l'Exposition universelle de 1855.
- Rappel de médaille au Salon de 1857.
- Médaille de 2e classe au Salon de 1861.
- Rappel de médaille au Salon de 1863.
- chevalier de la Légion d'honneur en 1863.

## Œuvres dans les collections publiques
| Image | Titre                                             | Date        | Matériaux/techniques          | Commune              | Lieu de conservation                                                                      |
| ----- | ------------------------------------------------- | ----------- | ----------------------------- | -------------------- | ----------------------------------------------------------------------------------------- |
|       | Le Duc Philippe-Gabriel de Marmier                | 1848        | marbre                        | Vesoul               | Musée Jean-Léon Gérôme                                                                    |
|       | Jeune Romain                                      | 1851        | buste en marbre               | Lons-le-Saunier      | musée des beaux-arts                                                                      |
|       | Buste du duc Alphonse Charles Jean de Bauffremont | 1856        | plâtre                        | Besançon             | musée des beaux-arts et d'archéologie                                                     |
|       | Jérôme-Napoléon Bonaparte                         | 1858        | plâtre                        | Annapolis (Maryland) | Maryland State Archives (en)                                                              |
|       | Jérôme-Napoléon Bonaparte                         | 1858        | bronze                        | Baltimore (Maryland) | Maryland Historical Society (en)                                                          |
|       | Petit buste (Jérôme-Napoléon Bonaparte)           | 1858        | plâtre                        | Compiègne            | château de Compiègne                                                                      |
|       | Buste du duc de Morny                             | 1860        | bronze                        | Compiègne            | château de Compiègne                                                                      |
|       | Buste du comte de Morny                           | 1860        | bronze                        | Clermont-Ferrand     | Musée d'art Roger-Quilliot                                                                |
|       | Le Président Boileau                              | 1860        | buste en marbre               | Paris                | musée d'Orsay                                                                             |
|       | Eurypyle                                          | 1860        | marbre                        | Paris                | palais du Louvre, Cour carrée                                                             |
|       | Napoléon III en uniforme                          | 1862        | marbre                        | Compiègne            | château de Compiègne                                                                      |
|       | Napoléon III en Hermés                            | 1862        | buste en plâtre               | Compiègne            | château de Compiègne                                                                      |
|       | Napoléon III en Hermès                            | 1862 (vers) | buste en plâtre               |                      | inconnu                                                                                   |
|       | Napoléon III                                      | 1864        | statue en marbre              | Compiègne            | château de Compiègne                                                                      |
|       | Monument au duc de Morny                          | 1867        | statue en bronze              | Deauville            | place Morny (fondue en 1942, dans le cadre de la mobilisation des métaux non ferreux)     |
|       | Buste d'Edmond Bour                               | 1867        | marbre                        | Gray                 | musée Baron-Martin                                                                        |
|       | Monument au docteur Desault                       | 1876        | buste en bronze               | Lure                 | près du tribunal (fondu en 1942, dans le cadre de la mobilisation des métaux non ferreux) |
|       | L'abbé Cochet / archéologue                       | 1876        | plâtre patiné « terre cuite » | Rouen                | Musée départemental des Antiquités                                                        |
|       | Monument au pasteur Durot                         | 1880        | bronze                        | Clairegoutte         | fontaine-lavoir de la cure                                                                |
|       | Le Comte de Caylus                                | 1880        | buste                         | Paris                | Bibliothèque nationale de France, site Richelieu                                          |
|       | Auguste Castan                                    | 1894        | buste en marbre               | Besançon             | Bibliothèque municipale                                                                   |
|       | Chrétien-Guillaume de Lamoignon de Malesherbes    | 1897        | buste en plâtre               | Besançon             | musée des beaux-arts et d'archéologie                                                     |
|       | Mérimée                                           |             |                               | Paris                | Bibliothèque nationale de France, site Richelieu                                          |
|       | François Miron                                    |             | statue en pierre              | Paris                | hôtel de ville, façade                                                                    |
|       | Louis-Benoît Picard                               |             |                               | Paris                | Institut de France                                                                        |
|       | Pierre Gardel                                     |             |                               | Paris                | Opéra Garnier                                                                             |
|       | L'Élégance                                        |             | marbre                        | Paris                | Opéra Garnier, grand foyer                                                                |
|       | Joachim Murat                                     |             |                               | Versailles           | musée de l'Histoire de France                                                             |
|       | Claude Bernard                                    |             |                               | Versailles           | musée de l'Histoire de France                                                             |
|       | Mirabeau                                          |             | marbre                        | Versailles           | salle du Jeu de paume                                                                     |
|       | L'Impératrice Eugénie                             |             |                               | Vesoul               | Musée Jean-Léon Gérômetm                                                                  |
|       | Siméon Denis Poisson                              |             |                               | Vesoul               | Musée Jean-Léon Gérôme                                                                    |
|       | Le Général de Lamoricière                         |             |                               | Vesoul               | Musée Jean-Léon Gérôme                                                                    |
|       | Joseph-Louis Lagrange                             |             |                               | Vesoul               | Musée Jean-Léon Gérôme                                                                    |
|       | L'Astronomie (attribution)                        |             | marbre de Carrare             | Gray                 | musée Baron-Martin                                                                        |

## Élèves
- Paul-Eugène-Victor Bacquet (1848-1901)